# Клан Мелвілл
Клан Мелвілл (шотл. - Clan Melville) - один з кланів рівнинної частини Шотландії Лоулендсу. На сьогодні клан не має визнаного герольдами Шотландії та лордом Лева вождя, тому називається в Шотландії кланом зброєносців».
Гасло клану: Denique Coelum - Нарешті Небеса (лат.)

## Історія клану Мелвілл

### Походження клану Мелвілл
Назва клану Мелвілл походить з Нормандії. Гійом де Мелвілл був соратником Вільгельма Завойовника - герцога Нормандії, що завоював Англію. Гійом де Мелвілл брав участь у битві під Гастінгсом у 1066 році. 
Під час правління короля Шотландії Девіда І лицар де Мелвілл пішов до нього на службу і оселився в Шотландії. Король дарував йому землі в Мідлотіані. 

### XII-XIII століття
У XII столітті за часів правління короля Шотландії Малкольма IV Галфрід де Мелвілл служив «віцекомесом» замку Единбургу. Пізніше, за часів правління Вільгельма Лева він став «Юстициарієм Шотландії». Його онучка Агнесса була єдиною спадкоємицею баронства Мелвілл. Вона вийшла заміж за Джона Росса Галкгеда. Їхнім нащадком був лорд Росс. Титул лорда дарував йому король Шотландії Джеймс IV. Вожді клану Мелвілл володіли баронством Мелвілл до 1705 року. 
Молодший син Галфріда де Мелвілла - Вальтер Мелвілл був предком гілки клану Мелвілл Райт. 

### XIV-XVI століття
У 1296 році король Англії Едвард І Довгоногий завоював Шотландію і примусив вождів шотландських кланів присягнути йому на вірність, і підписати відповідний документ присяги - так званий «Рагман Роллс». У цьому документі згадується і вождь клану Мелвілл - Джон де Мелвілл. Його нащадком був сер Джон Мелвілл Райт - фаворит короля Шотландії Джеймса V. Сер Джон де Мелвілл був капітаном замку Данбар і за вірну службу королю отримав землі Мурдокайрні у Файфі. Він також був одним з перших прихильників Реформації в Шотландії, знав тих людей, які брали участь у змові проти кардинала Бітона. Але участі у вбивстві кардинала Бітона він не брав. Але його звинуватили у вбивстві, підробили листи, в яких він, начебто, організовував вбивство. Його засудили і стратили у 1550 році. 
Сер Джон Мелвілл мав двох синів - Джона де Мелвілла та сера Роберта Мелвілла Мурдокайрні. 

### XVII століття
Сер Роберт Мелвілл служив королеві Шотландії Марії Стюарт охоронцем замку Лінлітгоу. Пізніше він служив як посол до королеви Англії Єлизавети I, де він протестував проти смертного вироку королеві Марії Стюарт і був під загрозою тюремного ув’язнення. Пізніше він став віце-канцлером Шотландії, отримав титул лорда Мурдокайрні. У 1616 році він отримав титул барона Мелвілл Монімайл. Його син отримав титул лорд Монімайл у 1627 році. 
Роберту Мелвіллу успадкував його кузен Джон, що став III лордом Мелвілл. Сином Джона Мелвілла був Джордж Мелвілл, що підтримав невдале повстання Джеймса - герцога Монмута. Після стати герцога Монмута Джордж Мелвілл втік до Голандії. Повернувся в Шотландію він у 1688 році разом з майбутнім королем Англії та Шотландії Вільгельмом Оранським. Згодом він отримав посаду статс-секретаря у справах Шотландії, потім він став головою Державної Ради і І графом Мелвілл. 
Джордж Мелвілл успадкував титул графа Левен і замок Балгоні в Файфі внаслідок шлюбу з онучкою генерала ковенанторів - з леді Кетрін Леслі. У них було двоє синів. Старший - Олександр вижив. Його сином був Девід, що успадкував титули графа та лорда Балгоні.

### XVIII століття
У 1707 році Девід Мелвілл був депутатом нового парламенту в Вестмінстері, отримав титул пера Шотландії, пізніше став суддею Верховного Суду. Його спадкоємцем був син - теж Девід Мелвілл - V граф Мелвілл та VI граф Левен. Він мав трьох синів, один з яких служив в британській армії і загинув в Америці під час війни за незалежність американських колоній.  

### XX століття
XII граф Мелвілл служив у II драгунському полку «Сірих Шотландців», воював і був поранений під час Першої світової війни. Пізніше він отримав звання полковника, титул лорд-лейтенанта Наїрн, став лицарем Ордену Будяка.
XIV граф Левен і XIII лорд Мелвілл - Олександр Леслі-Левен. Його старший син загинув під час катання на лижах у 2007 році. 
Резиденцією вождів клану Мелвілл був замок Мелвілл в Лотіані, а потім замок Гленфернс в Наїрн. 

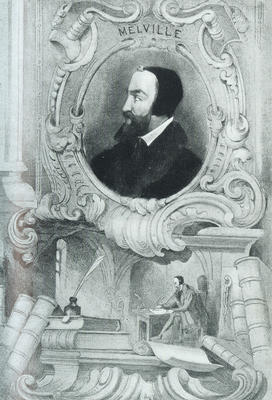
Ендрю Мелвілл (1545-1622) - шотландський вчений, богослов і релігійний реформатор.

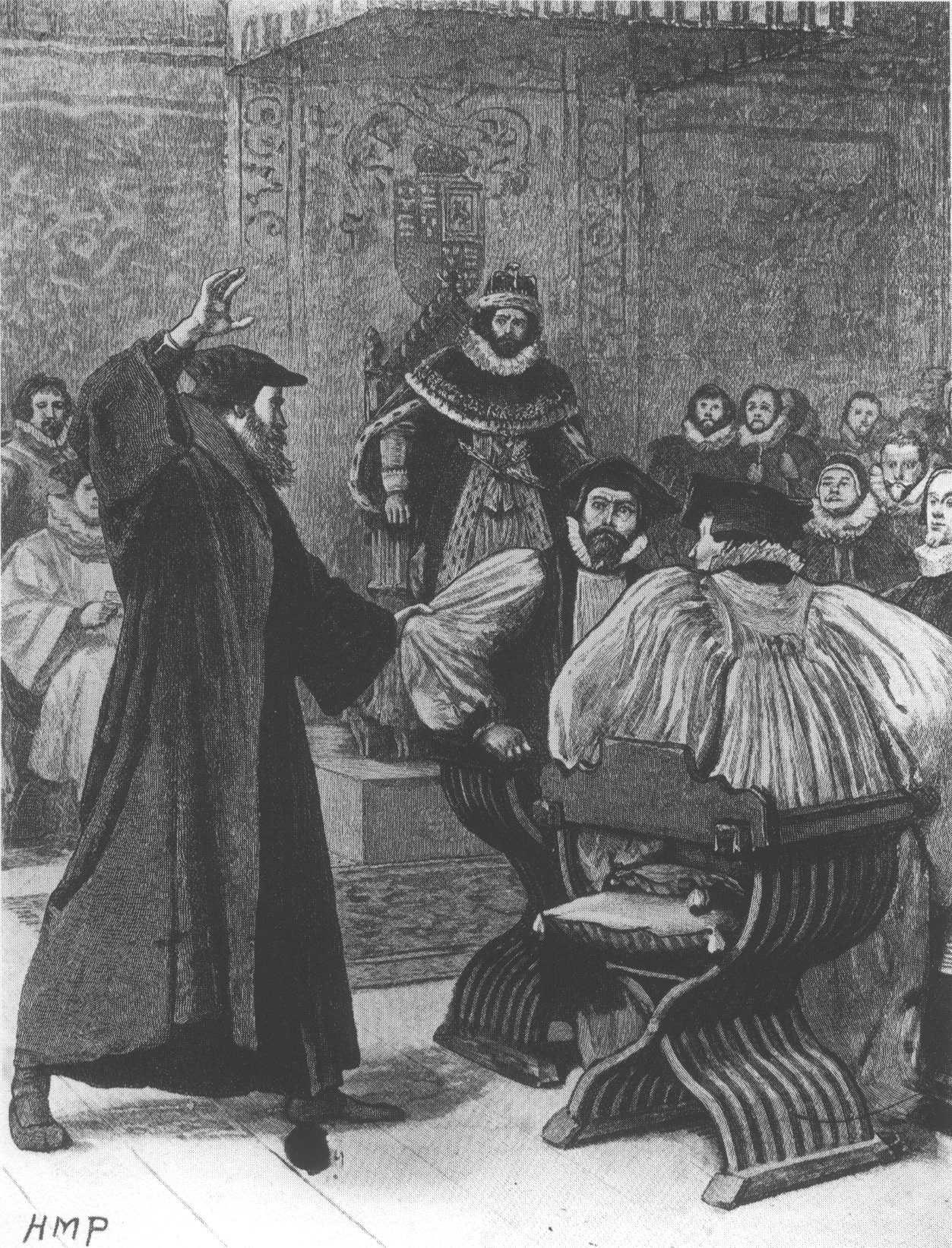
Конфлікт Ендрю Мелвілла і короля Джеймса VI на релігійному ґрунті.

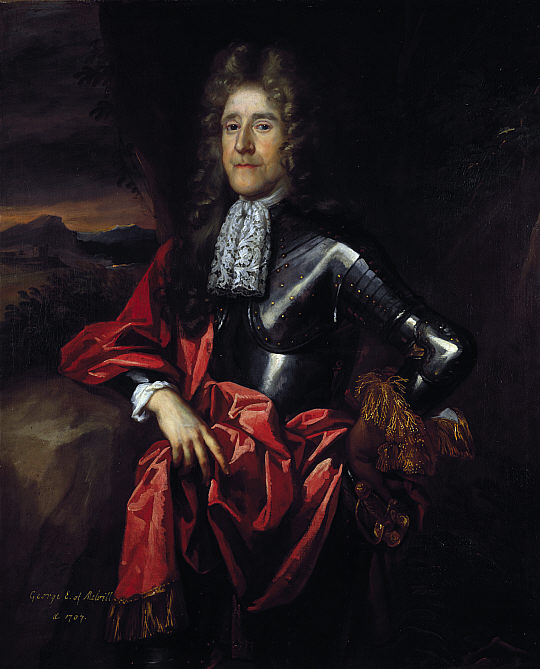
Джордж Мелвілл (1636-1707) - І граф Мелвілл.

## Видатні люди клану Мелвілл
- Ендрю Мелвілл (1545-1622) - шотландський вчений, богослов і релігійний реформатор.

Ендрю Мелвілл народився в Балдові біля Монтроз, в Ангусі, молодший син Річарда Мелвілла, його батько загинув в битві під Пінкі-Клев у 1547 році. Ендрю Мелвілл отримав освіту в Монтроз, потім вчився в університеті Сент-Ендрюс, де він подавав великі надії. Після закінчення університету, Ендрю Мелвілл отримав репутацію «найкращого поета, філософа і знавця давньогрецької мови серед усіх молодих лордів». У 1564 році він вирушив до Франції, щоб закінчити свою освіту в університеті Парижу. Потім він перейшов до вивчення цивільного права, і, хоча мав всього 21 рік, став регентом коледжу Сент-Марон.
Він жив у Женеві після різанини ночі Святого Варфоломія в 1572 році. У той час у Женеву тікала велика кількість біженців-протестантів, серед них були видатні вчені та літератори Франції. Серед них були знавці цивільного права та політології, з ними спілкувався Ендрю Мелвілл і розширив свої пізнання. У 1574 році Мелвілл повернувся до Шотландії, і майже відразу отримав посаду ректора Університету Глазго, і почав його оновлення.
Він був Головою Генеральної Асамблеї Церкви Шотландії в 1582 році, і взяв участь в організації Церкви Шотландії на Пресвітеріанських засадах. Неприємності у нього виникли внаслідок його участі у судових процесах щодо єпископату Церкви Шотландії. Едрю Мелвілл був притягнутий до відповідальності внаслідок справи єпископа Тулхана (Роберта Монтгомері, пом. 1609 р.). Ендрю Мелвілл був викликаний до Таємної ради в лютому 1584 року і був змушений тікати до Англії, щоб уникнути звинувачення в державній зраді.
Через рік він повернувся до Шотландії і відновив свої лекції в університеті Сент-Ендрюс, де він продовжував працювати протягом 20 років; він став ректором університету в 1590 році, часто конфліктував з королем Шотландії Джеймсом VI з церковних питань, і це призвело до того, що його кинули за ґрати на 4 роки в лондонський Тауер. Потім його звільнили, але заборонили повертатися в Шотландію. Його запросили на посаду професора університету Седан. Там він працював останні 11 років свого життя.
- Джордж Мелвілл (1636-1707) - І граф Мелвілл - шотландський аристократ і державний діяч під час правління короля Вільгельма Оранського і королеви Марії. Мелвілл був помірним вігом і пресвітеріанином.

У 1683 Джордж Мелвілл і його син Девід Леслі-Мелвілл - граф Левен, були звинувачені в співучасті в змові «Рай-Хаус» - змові вігів з метою вбивства короля Карла II і його брата герцога Йоркського (майбутнього короля Джеймса VII).
Після революції 1688 року Джордж Мелвілл грав видатну роль в шотландській та англійській політиці, особливо в Конвенції парламенту, яка запропонувала корону Шотландії Вільгельму Оранському і його дружині Марії - дочці поваленого короля Джеймса VII. У 1689 році Вільгельм Оранський дав Джеймсу Мелвіллу посаду державного секретаря у справах Шотландії. У 1690 році він отримав титули графа Мелвілла, віконта Кіркалді, лорда Райт, Монімайлл та Балеварі, пера Шотландії.
- Девід Леслі-Мелвілл (1660-1728) - III граф Левен - шотландський аристократ, політик, і воїн. Третій син Джорджа Мелвілла - І графа Мелвілла і його другої дружини Кетрін Леслі-Мелвілл. Він поділяв політичні і релігійні погляди свого батька: був вігом та пресвітеріанином. У 1681 році, зі смертю Джона Леслі - I герцога Ротес, він отримав титул граф Левен.

У 1683 році графа Левена і його батька підозрюють у співучасті в змові «Рай-Хаус» - змові вігів з метою вбивства короля Карла II і його брата Джеймса - герцога Йоркського. Щоб уникнути арешту, вони втекли в Нідерланди, де вони приєдналися до групи британських протестантських вигнанців при дворі принца Вільгельма Оранського.
Він був використаний Вільямом, щоб отримати підтримку німецьких князів під час його вторгнення в Англію 1688 році. У 1706 р. він був призначений як один з уповноважених для створення Союзу Англії і Шотландії.
Він став наступником свого батька, як граф Мелвілл в 1707 році.
- Артур Мелвілл (1858 - 1904) - шотландський художник, колекціонер антикваріату, сходознавець, мистецтвознавець. Артур Мелвілл народився в Шотландії, недалеко від Хаддінгтону. Він зайнявся живописом, працюючи учнем бакалійника, а потім навчався в Королівській Шотландської академії, вчився потім в Парижі і в Греції. Мав прекрасне відчуття кольору, працював з олійними фарбами та акварелями. Подорожував в Єгипет, Персію, Туреччину в 1880-1882 роках.

Артур Мелвілл був мало відомим художником протягом свого життя, але став одним з найвпливовіших художників на подальший розвиток мистецтва, засновником цілої школи в Глазго. Музей Вікторії і Альберта має в колекції його картину «Бичок і хлопчик», Веймарський музей має його картину «Східний козопас», які вважаються шедеврами мистецтва. Багато його інших картин зберігаються у багатьох музеях світу і в приватних колекціях.